# Edwin Rosario
Edwin «el Chapo» Rosario (Toa Baja, 15 de marzo de 1963-Toa Baja, 1 de diciembre de 1997) fue un boxeador puertorriqueño campeón del Consejo Mundial de Boxeo y campeón de la Asociación Mundial de Boxeo.

## Biografía
Empezó a practicar el boxeo a los seis años y debutó como profesional en el año 1979 noqueando a José Villegas. Cuatro años después se convertiría en campeón de la WBC al derrotar a José Luis Ramírez quien un año después lo derrotaría arrebatándole así su invito. En 1986 fue vencido por Héctor Camacho y ya no recuperaría el título, pero logró el de la WBA.
Nacido un 15 de marzo de 1963 en El Barrio Candelaria en el Municipio de Toa Baja, Puerto Rico, Edwin "Chapo" Rosario comenzó en el deporte aficionado a la temprana edad de 6 años y a los 9 años ya era entrenado por Manny Sciaca --conocido entrenador de la isla-- en el gimnasio municipal de Levittown, Toa Baja. Como aficionado celebró 30 combates, ganando 28 y perdiendo 2. Entre sus logros figuran el campeonato de Puerto Rico de guantes dorados y el título olímpico junior. En el 1979, cuando contaba con escasos 16 años de edad saltó al profesionalismo, convirtiéndose en campeón mundial peso ligero a los 20 años. 
A finales de 1987 enfrentó en Las Vegas a Julio César Chávez, siendo noqueado. Posteriormente ganó en dos ocasiones títulos mundisles de la WBA, en peso ligero y junior welter, solo para perderlos en la primera defensa. Luego de ser vencido por Frankie Randall en 1993, se retiró y tuvo problemas con el alcohol y las drogas y con la ley pues apresado en algunas ocasiones.

Durante su periodo de retiro, problemas personales de uso de sustancias controladas y alcohol lo llevaron a prisión por un año. Tras completar un programa de rehabilitación, volvió al mundo del boxeo en mayo de 1997, año en el que alcanzó ganar cinco combates, pero sus problemas continuaron. Su más grande victoria fue admitir públicamente sus problemas de adicción a las drogas durante la mayor parte de su carrera. Desde ese momento luchó por salir de sus problemas de vicio como nunca antes. El tiempo fue su peor enemigo.
Falleció el 1 de diciembre de 1997 como consecuencia de un edema pulmonar. Registró un récord profesional de 47 victorias (41 nocauts) y 6 derrotas. En la actualidad el gimnasio municipal del sector Levittown de Toa Baja lleva su nombre. En el 2006, Edwin “El Chapo” Rosario se convirtió en el sexto puertorriqueño en ser incluido en el Salón de la Fama del Boxeo Internacional.